# Slave to the Grind
| Críticas profissionais | Críticas profissionais |
| Avaliações da crítica  | Avaliações da crítica  |
| Fonte                  | Avaliação              |
| ---------------------- | ---------------------- |
| allmusic               | link                   |
| Entertainment Weekly   | A- link                |
| Robert Christgau       | link                   |
| Rolling Stone          | [ 2 ]                  |

Slave to the Grind é o segundo álbum de originais da banda Skid Row, editado a 11 de Junho de 1991. Slave to the Grind é notável por ter sido o primeiro álbum de heavy metal a estrear-se no 1º lugar da tabela Billboard 200 durante a era SoundScan.
Foram lançadas duas versões: a original e a "limpa" (censurada). A versão "limpa" substitui a canção "Get the Fuck Out" pela menos ofensiva "Beggar's Day".
Slave to the Grind marcou o movimento da banda para um som mais pesado. As letras são mais complexas, criticando o modo de vida moderno, autoridades, políticos, drogas, organizações religiosas entre outros tópicos.
O pai de Sebastian Bach foi que pintou a capa, que é na verdade um mural longo, continuando dentro do livro incluído no álbum. A capa situa-se na era medieval (inspirado na pintura de Caravaggio "Burial of St. Lucy" (Enterro de Santa Lúcia) (1608)), mas no entanto tem pessoas a usar tecnologia moderna. John F. Kennedy está no grupo de pessoas na capa.
Foi considerado "Álbum do Ano de 1991" nos prémios Readers Choice Awards da revista Metal Edge.
Foram produzidos quatro vídeos para os quatro singles "Monkey Business", "Slave to the Grind", "Wasted Time" e "In a Darkened Room" e também para "Quicksand Jesus", com todos eles incluídos no álbum de video No Frills Video.

## Faixas
Todas as faixas por Rachel Bolan e Dave Sabo, excepto onde anotado.
1. "Monkey Business" – 4:17
2. "Slave to the Grind" (Sebastian Bach, Bolan, Sabo) – 3:31
3. "The Threat" – 3:47
4. "Quicksand Jesus" – 5:21
5. "Psycho Love" (Bolan) – 3:58
6. "Get the Fuck Out" (Sabo) – 2:42
  - Na versão censurada do álbum esta faixa foi substituída por "Beggar's Day" (Bach, Bolan, Sabo) – 4:02
7. "Livin' on a Chain Gang" – 3:56
8. "Creepshow" (Rob Affuso, Bolan, Scotti Hill) – 3:56
9. "In a Darkened Room" (Bach, Bolan, Sabo) – 4:57
10. "Riot Act" – 2:40
11. "Mudkicker" (Bach, Bolan, Hill) – 3:50
12. "Wasted Time" (Bach, Bolan, Sabo) – 5:46

## Banda
- Sebastian Bach – vocais
- Dave Sabo – guitarra, produtor
- Scotti Hill – guitarra
- Rachel Bolan – baixo
- Rob Affuso – bateria, percussão

## Desempenho nas paradas musicais
| Parada musical (1991)           | Melhor posição |
| ------------------------------- | -------------- |
| Alemanha (Media Control Charts) | 12             |
| Estados Unidos (Billboard 200)  | 1              |
| Japão (Oricon)                  | 3              |
| Reino Unido (UK Albums Chart)   | 5              |
| Parada musical (2009)           | Melhor posição |
| Japão (Oricon)                  | 266            |

## Certificações
| País                  | Certificação | Data                 | Vendas certificadas |
| --------------------- | ------------ | -------------------- | ------------------- |
| Canadá - Music Canada | Platina      | 4 de outubro de 1991 | 100.000             |
| Estados Unidos - RIAA | 2× Platina   | 8 de abril de 1998   | 2.000.000           |
| Reino Unido - BPI     | Prata        | 1991                 | 60.000              |